# Сафронов, Александр Александрович (актёр)
Александр Александрович Сафронов (20 августа 1950, Иваново — 21 мая 2025, Тверь) — советский, российский актёр, режиссёр и переводчик.
Родился 20 августа 1950 года в Иваново, в семье режиссера Калининского театра драмы Александра Семеновича Сафронова (1903—1964).
В 1971 году окончил факультет иностранных языков Калининского государственного университета, в 1985 году — режиссёрский факультет театрального училища (ВУЗ) имени Б. В. Щукина. С 1971 года — актёр и режиссёр Тверского академического театра драмы. В разных театрах поставил 21 спектакль. Снимался в фильмах у таких известных режиссёров, как К. Шахназаров, Л. Кулиджанов, Г. Калатозишвили, С. Колосов, С. Урсуляк.
Важной вехой в творчестве Сафронова стала роль Ф. Энгельса в фильме «Карл Маркс. Молодые годы», основные авторы которого были удостоены Ленинской премии. 
Убедительно и достоверно раскрыта в фильме встреча с тем человеком, который станет верным другом Маркса, его соавтором, единомышленником Фридрихом Энгельсом (эту роль играет артист Александр Сафронов), их совместная работа над теоретическими трудами, их борьба за объединение рабочих организаций, утверждение принципов диалектического материализма, законов классовых битв.В. Баскаков, Жизнь, отданная человечеству. — Известия, 9 июня 1980, № 135 (19505).
Работал диктором на Тверском радио и телевидении. Являлся переводчиком многочисленных произведений современной прозы.
Умер 21 мая 2025 года на 75-м году жизни в результате продолжительной болезни. Похоронен на Дмитрово-Черкасском кладбище в Твери.

## Фильмография
- 1975 — «Шире шаг, маэстро!» (Солодовников, реж. К. Шахназаров)
- 1977 — «Кафе „Изотоп“» (Прохоров, реж. Г. Калатозишвили)
- 1978 — «Дуэнья» (Фернандо, реж. М. Григорьев)
- 1980 — «Добряки» (Ложкин, реж. К. Шахназаров)
- 1980 — «Карл Маркс. Молодые годы» ТВ (Фридрих Энгельс, реж. Л. Кулиджанов)
- 1982 — «Срочно… Секретно… Губчека» — (Мациев, реж. А. Косарев)
- 1983 — «Две главы из семейной хроники» (фельдшер, реж. Д. Барщевский)
- 1983 — «Оставить след» (Снежков, реж. Г. Лавров)
- 1985 — «Мужские тревоги» (Павел Васильевич, замполит, реж. А. Ниточкин)
- 1986 — «Из жизни Потапова» (Сева, реж. Н. Скуйбин)
- 1987 — «Дни и годы Николая Батыгина» ТВ (Валишевский, реж. Л. Пчелкин)
- 1987 — «Последняя электричка» ТВ (Виктор, реж. Э. Дмитриев)
- 1988 — «Скорый поезд» (Рыбаков, реж. Б. Яшин)
- 1989 — «Командировка» ТВ (муж Натальи, реж. Э. Дмитриев)
- 1992 — «Раскол» (Туган-Барановский, реж. С. Колосов)
- 2012 — «Жизнь и судьба» (Каценеленбоген, реж. С. Урсуляк)

## Постановки в Тверском академическом театре драмы
- 1984 — А. Гельман «Скамейка»
- 1989 — Ж. Ануй «Генералы в юбках»
- 1991 — С. Лобозеров «От субботы к воскресенью»
- 1992 — М. Фрейн «Много шума… и ничего» (Noises Off)
- 1994 — А. Линдгрен «Проделки Карлсона»
- 1996 — Э. Шеффер «Игра» (Sleuth)
- 2011 — О. Данилов «С тобой»
- 2013 — Ф. Вебер «Ужин дураков»
- 2015 — А. Касона «Третье слово»
- 2017 — В. Шукшин «Охота жить»
- 2019 — В. Шукшин «Энергичные люди»
- 2020 — А. Твардовский «Василий Тёркин»
- 2023 — А. Гельман «Скамейка»
- 2024 — М. Фрейн «Шум за сценой»

## Переводы
- Луи де Берньер «Война и причиндалы дона Эммануэля»
- Луи де Берньер «Сеньор Виво и наркобарон»
- Луи де Берньер «Беспокойный отпрыск кардинала Гусмана»
- Луи де Берньер «Мандолина капитана Корелли»
- Луи де Берньер «Бескрылые птицы»
- Луи де Берньер «Дочь партизана»
- Том Шарп «Альтернатива Уилта»
- Том Шарп «Наследие Уилта»
- Карл Хайасен «Хворый пес»
- Карл Хайасен «Дрянь погода»
- Роберт Най «Покойный г-н Шекспир»
- Питер Кэри «Оскар и Люсинда» (не издан)
- Чарльз Маклин «Домой до темноты»
- Сара Уотерс «Ночной дозор»
- Сара Уотерс «Нить, сотканная из тьмы»
- Сара Уотерс «Маленький незнакомец»
- Ричард Йейтс «Дорога перемен»
- Иэн Макьюэн «Меж сбитых простыней»
- Амитав Гош «Маковое море»
- Амитав Гош «Дымная река»
- Амитав Гош «Огненный поток»
- Амитав Гош «Оружейный остров»
- Янн Мартел «Беатриче и Вергилий»
- Янн Мартел «Роккаматио из Хельсинки»
- Майкл Ондатже «Дивисадеро»
- Джон Фаулз «Куколка»
- Энди Стэнтон «Ужасный мистер Бяк!»
- Грэм Джойс «Безмолвная земля»
- Бен Элтон «Два брата»
- Бен Элтон «Время и снова время»
- Джесси Келлерман «Чтиво»
- Джонатан Келлерман, Джесси Келлерман «Голем в Голливуде»
- Нил Гейман «Интермир. Серебряная греза»
- Джесс Уолтер «Над осевшими могилами»
- Джон Бойн «История одиночества»
- Джон Бойн «Незримые фурии сердца»
- Энн Тайлер «Случайный турист»
- Энн Тайлер «Дилетантское прощание»
- Энн Тайлер «Клок-данс»
- Фэнни Флэгг «О чем весь город говорит»
- Фэнни Флэгг "Возвращение в кафе «Полустанок»
- Кейт Куинн «Сеть Алисы»
- Хелен Кляйн Росс «Опоздавшие»
- Таш Оу «Пятизвездочный миллиардер»

## Награды
- Лауреат премии губернатора Тверской области в номинации «За достижения в театральном искусстве» в категории «Режиссура» за спектакль «Василий Теркин» по поэме А. Твардовского за 2020 год[3].